# László Honti

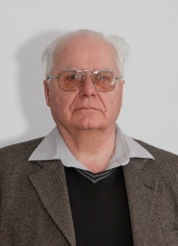
László Honti

László Honti (* 27. August 1943 in Lengyeltóti) ist ein ungarischer Finnougrist und Mitglied der Ungarischen Akademie der Wissenschaften.

## Leben
László Honti nahm 1963 sein Studium an der Eötvös-Loránd-Universität in Budapest auf und verbrachte das Studienjahr 1966/1967 als Stipendiat in Finnland an den Universitäten von Turku und Helsinki. 1970 wurde er in Budapest mit einer Arbeit über das Mansische promoviert. Von 1980 bis 1988 leitete er die Forschungsgruppe Uralische Sprachen an der Ungarischen Akademie der Wissenschaften. 1988 wurde er zum Ordinarius für Finnougristik an der Universität Groningen berufen, 1997 wechselte er an die Universität Udine, wo er bis 2008 tätig blieb. Danach wurde er an die private Károli-Gáspár-Universität der Reformierten Kirche in Budapest berufen.
Honti ist Mitglied in zahlreichen wissenschaftlichen Organisationen und seit 2012 Präsident der Societas Uralo-Altaica.

## Forschung
Hontis Forschungsschwerpunkt bildeten zunächst die obugrischen Sprachen, später wandte er sich vornehmlich Fragen der allgemeinen vergleichenden Finnougristik zu. Er hat einschlägige Arbeiten zur historischen Morphosyntax der finnougrischen Sprachen sowie zur Lexikologie, allen voran zu den Numeralia, vorgelegt.

## Schriften (Auswahl)

### Monografien
- System der paradigmatischen Suffixmorpheme des wogulischen Dialektes an der Tawda. Den Haag, Paris: Mouton 1975. 161 S.
- Geschichte des obugrischen Vokalismus der ersten Silbe. Budapest: Akadémiai Kiadó 1982. 227 S.
- Chrestomathia Ostiacica. Budapest: Tankönyvkiadó 1984. 285 S.
- Die Grundzahlwörter der uralischen Sprachen. Budapest: Akadémia Kiadó 1993. 356 S.
- Az ugor alapnyelv kérdéséhez. Budapest: ELTE Finnugor Tanszék 1997. 63 S. [Budapesti Finnugor Füzetek 7)
- A nyelvrokonságról. Az török, sumer és egyéb áfium ellen való orvosság. Főszerkesztő Honti László. Budapest: Tinta könyvkiadó 2010. 345 S.

### Artikel
- Y-a-t-il eu une langue ougrienne primitive?, in: Études Finno-Ougriennes 15 (1978–1979), 1982, S. 165–174.
- Kriterien zur Klassifizierung der Dialekte des Wogulischen, in: Dialectologia Uralica.Materialien des ersten Internationalen Symposiums zur Dialektologie der uralischen Sprachen 4.–7. September 1984 in Hamburg. Herausgegeben von Wolfgang Veenker. Wiesbaden: Harrassowitz 1985 (Verhandlungen der Societas Uralo-Altaica 20), S. 231–250.
- Die ob-ugrischen Sprachen, in: The Uralic Languages. Description, History and Foreign Influences. Edited by Denis Sinor. Leiden et al.: Brill 1988 (Handbuch der Orientalistik. Achte Abteilung, 1), S. 147–196.
- Statistisches zum Uralischen etymologischen Wörterbuch, in: Linguistica Uralica 29 (1993), S. 241–258.
- Slawischer Einfluss auf die finnisch-ugrischen Sprachen, in: Incontri Linguistici 17 (1994), S. 81–101.
- Zur Morphotaktik und Morphosyntax der uralischen/finnisch-ugrischen Grundprache, in: Congressus Internationalis Fenno-Ugristarum 8, I, Jyväskylä 1995, S. 53–82.
- Wie weit konnten die Urfinnougrier die Zahlen nennen? (Anmerkungen zu einer falsch formulierten Frage), in: Finnisch-Ugrische Forschungen 53 (1996), S. 309–329.
- Numerusprobleme (Ein Erkundungszug durch den Dschungel der uralischen Numeri), in: Finnisch-Ugrische Forschungen 54 (1997), S. 1–126.
- Die Negation im Uralischen, in: Linguistica Uralica 33 (1997), S. 81–96; S. 161–176; S. 241–252.
- Blosse Übereinstimmung oder kausaler Zusammenhang? Bemerkungen zum angeblich fremdsprachlichen Ursprung der zusammengesetzten Vergangenheitsformen und des Auditivs in uralischen Sprachen, in: Incontri Linguistici 20 (1997), S. 159–181.
- Über die Mittel der Negation im Uralischen, insbesondere den "türkischen" Typ" in einigen uralischen Sprachen, in: Europa et Sibiria. Beiträge zu Sprache und Kultur der kleineren finnougrischen, samojedischen und paläosibirischen Völker. Gedenkband für Wolfgang Veenker. Herausgegeben von Cornelius Hasselblatt und Paula Jääsalmi-Krüger. Wiesbaden: Harrassowitz 1999 (Veröffentlichungen der Sociateas Uralo-Altaica 51), S. 191–198.
- Grundsprache oder Unsprache? (Eine kurze Information über jüngste wunderliche Ideen in der Uralistik), in: Amant alterna Camenae. Studi linguistici e letterari offerti a Andrea Csillaghy in occasione del suo 60° compleanno. A cura doe Augusto Carli, Beatrice Töttössy, Nicoletta Vasta. Torino 2000, S. 129–151.
- Zur Entstehung der paradigmatischen Vokalwechsel im Ostjakischen. (Diskussionsbeitrag zu Helimskis Erklärungsversuch), in: Finnisch-ugrische Mitteilungen 23 (2001), S. 45–61.
- Eine Lingua franca als Grundsprache. Ein Scherz oder ernst gemeint? – Studi offerti ad Alexandru Niculescu dagli amici e allievi di Udine. A cura di Sergio Vatteroni. Udine: Forum 2001, S. 105–118.
- Verbal 'prefixation' in the Uralic languages, in: Acta Linguistica Academiae Scientiarum Hungaricae 50 (2003), S. 137–153.
- Es ist nicht alles Gold, was glänzt… Über einige mitteleuropäische Isoglossen: Ergebnisse gegenseitiger Beeinflussung oder innere, spontane Entwicklungen?, in: Plurilinguismo. Constatti di lingue e culture 12 (2005), S. 37–52.
- Research on the prehistory of the Hungarian language, in: Balázs Gusztáv Mende (Hrsg.): Research on the prehistory of the Hungarians: A review. Budapest: Akaprint Nyomdaipari Kft 2005, S. 157–169.
- Syntaktische Konstruktionen fremden Ursprungs. Eine skeptische Stellungnahme, in: Incontri Linguistici 30 (2007), S. 49–70.
- Globalisierung/Europäisierung europäischer finnisch-ugrischer Sprachen?, in: Rogier Blokland, Cornelius Hasselblatt (Hrsg.): Language and Identity in the Finno-Ugric World. Proceedings of the Fourth International Symposium on Finno-Ugric Languages at the University of Groningen, May 17–19, 2006. Maastricht: Shaker 2007, S. 117–142.
- Haben die Ungarn das Zählen von den Slawen erlernt? Nochmals zum Ursprung des ung. tiz-en-egy usw. '11, d.h.: 1 auf der 10' usw, in: Kees Dekker et al. (Hrsg.): Northern Voices. Essays on Old Germanic and Related Topics, Offered to ProfessorTette Hofstra. Leuven et al.: Peeters 2008, S. 295–311.
- 'Habere' «po-ural'ski», in: Lingustica Uralica 44 (2008), S. 161–177.

Quelle: